# Clausirion
Clausirion är ett släkte av skalbaggar. Clausirion ingår i familjen långhorningar.
Kladogram enligt Catalogue of Life:
| Clausirion | \| \| Clausirion bicolor \| \| \| \| \| \| Clausirion comptum \| \| \| \| |
|            | \| \| Clausirion bicolor \| \| \| \| \| \| Clausirion comptum \| \| \| \| |
|            | Clausirion bicolor                                                        |
|            |                                                                           |
|            | Clausirion comptum                                                        |
|            |                                                                           |